# Kopfmühle
Kopfmühle ist ein Gemeindeteil der Stadt Rain  im Landkreis Donau-Ries (Regierungsbezirk Schwaben, Bayern).

## Geographie
Die Einöde Kopfmühle liegt zehn Kilometer von Rain, mit der sie über die Kreisstraße DON 31 (bis Gempfing) und dann die Staatsstraße 2027 verbunden ist.

## Zugehörigkeit
Kopfmühle war ein Gemeindeteil von Etting und wurde mit dieser Gemeinde am 1. Januar 1975 im Zuge der Gebietsreform in Bayern in die Stadt Rain eingegliedert. 